# W-League (Australia) 2019-20
La W-League 2019-20 fue la 12.ª edición de la W-League, la máxima categoría del fútbol femenino en Australia. Participaron 9 equipos en 14 jornadas y una fase final de eliminatorias a la que clasificaron los 4 primeros equipos de la temporada regular.
El Melbourne City fue el campeón invicto, consiguiendo su cuarto título en total y el segundo sin conocer la derrota.

## Equipos
| Equipo                   | Ciudad    | Estadio                                                        | Capacidad                   |
| ------------------------ | --------- | -------------------------------------------------------------- | --------------------------- |
| Adelaide United          | Adelaida  | Marden Sports Complex Coopers Stadium                          | 6.000 16.500                |
| Brisbane Roar            | Brisbane  | Suncorp Stadium Lions Stadium                                  | 52.500 5.000                |
| Canberra United FC       | Canberra  | McKellar Park Seiffert Oval                                    | 3.500 15.000                |
| Melbourne City           | Melbourne | CB Smith Reserve AAMI Park                                     | 2.000 30.050                |
| Melbourne Victory        | Melbourne | Lakeside Stadium Epping Stadium AAMI Park Latrobe City Stadium | 12.000 10.000 30.050 12.000 |
| Newcastle Jets           | Newcastle | No.2 Sportsground McDonald Jones Stadium                       | 5.000 33.000                |
| Perth Glory              | Perth     | Dorrien Gardens Hay Park                                       | 4.000 -                     |
| Sydney FC                | Sídney    | Seymour Shaw Jubilee Oval Leichhardt Oval WIN Stadium          | 5.000 20.505 20.000 23.000  |
| Western Sydney Wanderers | Sídney    | Marconi Stadium ANZ Stadium Spotless Stadium                   | 9.000 83.500 24.000         |

## Clasificación
| Pos. | Equipo                   | Pts. | PJ | G  | E | P | GF | GC | Dif. | Clasificación   |
| ---- | ------------------------ | ---- | -- | -- | - | - | -- | -- | ---- | --------------- |
| 1    | Melbourne City (T) (C)   | 34   | 12 | 11 | 1 | 0 | 27 | 4  | +23  | Campeón T. Reg. |
| 2    | Melbourne Victory        | 23   | 12 | 7  | 2 | 3 | 24 | 14 | +10  | Eliminatorias   |
| 3    | Sydney FC                | 22   | 12 | 7  | 1 | 4 | 21 | 13 | +8   | Eliminatorias   |
| 4    | Western Sydney Wanderers | 22   | 12 | 7  | 1 | 4 | 24 | 20 | +4   | Eliminatorias   |
| 5    | Brisbane Roar            | 17   | 12 | 5  | 2 | 5 | 22 | 19 | +3   |                 |
| 6    | Canberra United          | 13   | 12 | 4  | 1 | 7 | 13 | 29 | −16  |                 |
| 7    | Perth Glory              | 11   | 12 | 3  | 2 | 7 | 19 | 24 | −5   |                 |
| 8    | Adelaide United          | 7    | 12 | 2  | 1 | 9 | 12 | 24 | −12  |                 |
| 9    | Newcastle Jets           | 7    | 12 | 2  | 1 | 9 | 12 | 27 | −15  |                 |

 Fuente: W-League
(T) Campeón del Torneo Regular.

(C) Campeón de la temporada.

## Eliminatorias
Los cuatro primeros equipos de la temporada regular compiten por el título del campeonato.
|  | Semifinales | Semifinales              | Semifinales |           |   | Grand Final    | Grand Final | Grand Final |  |
|  |             |                          |             |           |   |                |             |             |  |
|  |             |                          |             |           |   |                |             |             |  |
|  | 1           | Melbourne City           | 5           |           |   |                |             |             |  |
|  | 1           | Melbourne City           | 5           |           |   |                |             |             |  |
|  | 4           | Western Sydney Wanderers | 1           |           |   |                |             |             |  |
|  | 4           | Western Sydney Wanderers | 1           |           | 1 | Melbourne City | 1           |             |  |
|  |             |                          |             |           | 1 | Melbourne City | 1           |             |  |
|  |             |                          | 2           | Sydney FC | 0 |                |             |             |  |
|  | 2           | Melbourne Victory        | 2           | Sydney FC | 0 | 0              |             |             |  |
|  | 2           | Melbourne Victory        |             |           |   | 0              |             |             |  |
|  | 3           | Sydney FC                | 1           |           |   |                |             |             |  |
|  | 3           | Sydney FC                | 1           |           |   |                |             |             |  |
|  |             |                          |             |           |   |                |             |             |  |

| Campeón        |
| Melbourne City |
| 4.° título     |